# Togolese presidentsverkiezingen (2020)

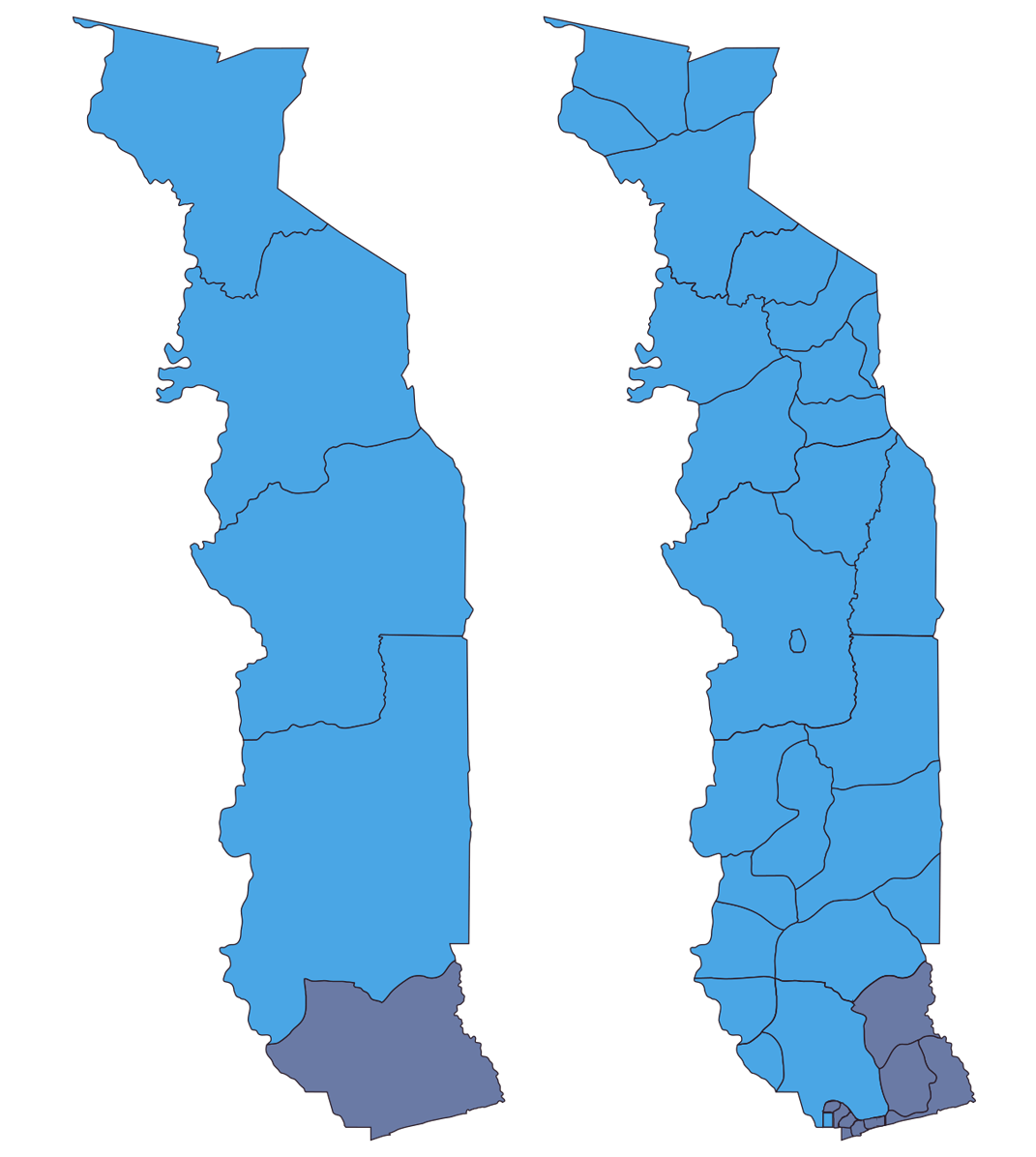
De blauwgekleurde gebieden zijn gewonnen door zittend president Faure Gnassingbé terwijl de grijsgekleurde gebieden werden gewonnen door Agbéyomé Kodjo.

De Togolese presidentsverkiezingen van 2020 werden gehouden op 22 februari 2020 en resulteerden in de herverkiezing van Faure Gnassingbé die sinds 2005 als opvolger van zijn in dat jaar overleden vader - generaal Gnassinbé Eyadéma - aan de macht is.
Zittend president Gnassingbé behaalde meer dan de helft van de uitgebrachte stemmen en daarom was er geen tweede stemronde nodig.

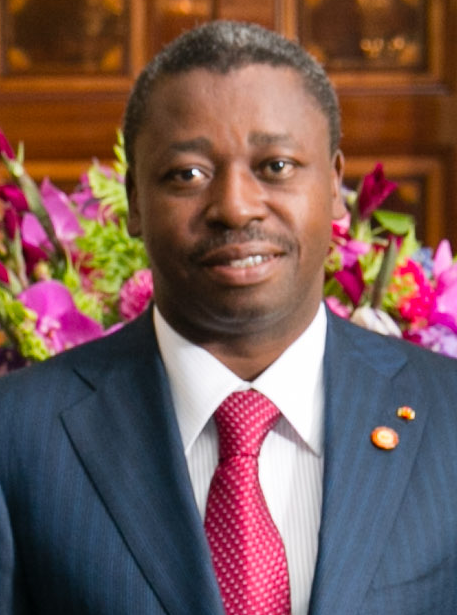
Faure Gnassingbé werd met 70,78% van de stemmen herkozen als president.

| Kandidaat                            | Kandidaat                         | Partij                                                              | Stemmen   | %         |
| ------------------------------------ | --------------------------------- | ------------------------------------------------------------------- | --------- | --------- |
|                                      | Faure Gnassingbé                  | Union pour la République (UNIR)                                     | 70,78     | 1.760.309 |
|                                      | Agbéyomé Kodjo                    | Mouvement Patriotique pour la Démocratie et le Développement (MPDD) | 19,46     | 483.926   |
|                                      | Jean-Pierre Fabre                 | Alliance pour le Changement (ANC)                                   | 4,68      | 116.336   |
|                                      | Aimé Gogué                        | Alliance des Démocrates pour le Développement Intégral (ADDI)       | 2,40      | 59.777    |
|                                      | Komi Wolou                        | Pacte Socialiste pour le Renouveau (PSR)                            | 1,20      | 29.791    |
|                                      | Georges William Kuessan           | Santé du Peuple                                                     | 0,80      | 19.923    |
|                                      | Mohamed Tchassona-Traoré          | Mouvement Citoyen pour la Démocratie et le Développement (MCD)      | 0,68      | 16.814    |
| Ongeldige stemmen/ blanco stemmen    | Ongeldige stemmen/ blanco stemmen | Ongeldige stemmen/ blanco stemmen                                   | 282.411   | 10,20     |
| Totaal                               | Totaal                            | Totaal                                                              | 2.486.876 | 100       |
| Geregistreerde kiezers/ opkomst      | Geregistreerde kiezers/ opkomst   | Geregistreerde kiezers/ opkomst                                     | 3.614.056 | 76,63     |
| Bron: Constitutioneel Hof[dode link] |                                   |                                                                     |           |           |